# Lochstab von Gołębiewo
Der Lochstab von Gołębiewo ist ein 30,5 cm langer sogenannter Loch- oder Kultstab, der 2013 von einem Team unter Leitung von Grzegorz Osipowicz in Zentralpolen an der Fundstelle Gołębiewo 47 ausgegraben wurde. Der Stab stammt aus dem Mesolithikum und entstand um 6800 v. Chr. Damit ist er der jüngste Lochstab aus dieser Region, und einer der am weitesten im Süden entdeckten.
Der Stab weist an der Basis 1,8 bis 2,0 cm Durchmesser auf, in der Mitte 2,1 bis 2,4 cm und nahe der Durchbohrung bis 2,9 cm. Das Ausgangsmaterial stammt von einem Rentier, einer Art, die zu dieser Zeit in Nordskandinavien und Nordwestrussland vorkam. Möglicherweise wurde das Werk von Nordkarelien oder Südlappland nach Zentralpolen transportiert. Damit, so der Ausgräber, ist es dasjenige Werk, das innerhalb der seinerzeitigen Jäger- und-Sammlergesellschaften die größte Distanz zurückgelegt hat.
Das aus einem Geweihstück geschaffene Stück wurde mit Ornamenten entlang der Achse verziert, die etwa 3 cm von der Basis beginnen und bis zur Durchbohrung reichen, die wiederum einen Durchmesser von 16 mm aufweist. Die Ornamentierung besteht aus zehn Dreiecken mit parallel zu einer der Dreiecksseiten verlaufenden Ritzungen; dabei handelt es sich in den meisten Dreiecken um fünf, in zwei Dreiecken um vier, in einem um sechs derartiger Linien. Das zweite Dreieck wurde dabei teilweise durch Beschnitzen entfernt.
Der Stab befindet sich im Frater-Władysław-Łęga-Museum in Grudziądz (Inventarnummer: MGA7838).